# TT166
TT166 (Theban Tomb 166) è la sigla che identifica una delle Tombe dei Nobili ubicate nell’area della cosiddetta Necropoli Tebana, sulla sponda occidentale del Nilo dinanzi alla città di Luxor, in Egitto. Destinata a sepolture di nobili e funzionari connessi alle case regnanti, specie del Nuovo Regno, l'area venne sfruttata, come necropoli, fin dall'Antico Regno e, successivamente, sino al periodo Saitico (con la XXVI dinastia) e Tolemaico.

## Titolare
TT166 era la tomba di:
| Titolare | Titolo                          | Necropoli       | Dinastia/Periodo | Note                                                                           |
| -------- | ------------------------------- | --------------- | ---------------- | ------------------------------------------------------------------------------ |
| Ramose   | Supervisore dei lavori a Karnak | Dra Abu el-Naga | XX dinastia      | sulla collina settentrionale; circa 50 passi a nord e più in basso della TT148 |

## Biografia
Ipy, Capo dei Profeti di Thot, fu il padre mentre Hati, Superiora dell'harem di Thot, fu la madre. Tay, a sua volta Superiora dell'harem di Thot, fu la moglie.

## La tomba
TT166 presenta una planimetria a "T" rovesciata tipica delle tombe del periodo. Un corridoio dà accesso a una sala trasversale sulle cui pareti, molto danneggiati, un uomo e una donna, con mazzi di fiori e sistri, dinanzi a tre divinità. Poco oltre linee di testo con i nomi di Supervisori ai lavori di vari templi. Un passaggio, sulle cui pareti il defunto e la moglie offrono a Osiride e adorano Anubi e sono riportati brani che menzionano la festa di Sokar, immette in una sala perpendicolare alla precedente, sulle cui pareti restano solo pochi e illeggibili frammenti di decorazione.

### Annotazioni
1. ↑  La prima numerazione delle tombe, dalla numero 1 alla 253, risale al 1913 con l’edizione del "Topographical Catalogue of the Private Tombs of Thebes" di Alan Gardiner e Arthur Weigall. Le tombe erano numerate in ordine di scoperta e non geografico; ugualmente in ordine cronologico di scoperta sono le tombe dalla 253 in poi.
2. ↑  I campi della Duat, ovvero l'aldilà egizio, si trovavano, secondo le credenze, proprio sulla riva occidentale del grande fiume.
3. ↑  Nella sua epoca di utilizzo, l'area era nota come "Quella di fronte al suo Signore" (con riferimento alla riva orientale, dove si trovavano le strutture dei Palazzi di residenza dei re e i templi dei principali dei) o, più semplicemente, "Occidente di Tebe".
4. ↑  le Tombe dei Nobili, benché raggruppate in un'unica area, sono di fatto distribuite su più necropoli distinte.
5. ↑  Le note, sovente di inquadramento topografico della tomba, sono tratte dal "Topographical Catalogue" di Gardiner e Weigall, ed. 1913 e fanno perciò riferimento alla situazione dell'epoca.

### Fonti
1. ↑  Gardiner e Weigall 1913.
2. ↑  Donadoni 1999,  p. 115.
3. 1 2 3  Porter e Moss 1927,  p. 277.
4. ↑  Gardiner e Weigall 1913, pp. 30-31.
5. ↑  Gardiner e Weigall 1913, p. 31.
6. ↑  Porter e Moss 1927,  pp. 277-278.